# Fokke Simonszstraat 59-63
Fokke Simonszstraat 59-63 is gebouwencomplex aan de Fokke Simonzstraat in de Weteringbuurt in Amsterdam-Centrum.
Hier staat al eeuwen bebouwing, al uit de tijd van de Nieuwe Looierssloot. De originele bebouwing is al lang gesloopt en er werd opnieuw gebouwd. In de 21e eeuw herhaalde deze geschiedenis zich. Er stond toen een buitendienstzijnde school die nog even tot daklozenopvang diende. Het naderde de toestand van verval en er werd daarom tot nieuwbouw besloten.

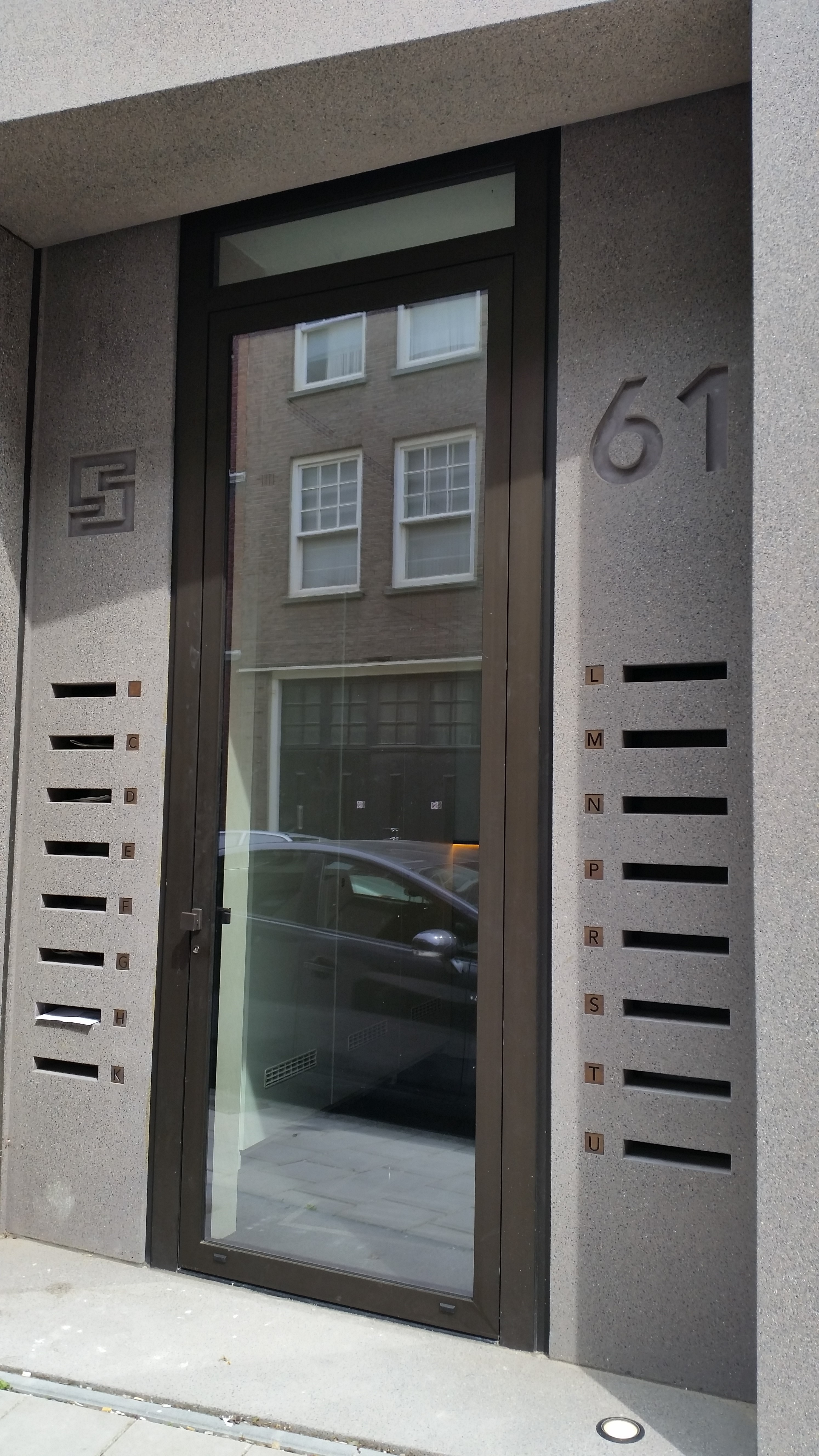
Toegang Fokke Simonszstraat 59-63 (mei 2020)

Naar ontwerp van Ronald Janssen werd er rond 2019 een hoekig appartementencomplex neergezet. Het valt op door haar terugspringende vensters inclusief begane grond. De bovenste vierde bouwlaag is eveneens teruggetrokken. Jaap Huisman omschreef het in Het Parool van 13 maart 2020 als een "rijtje geschakelde appartementen"; hij typeerde het verder met gekleurd glas en gepigmenteerd beton. Het geheel straalt een "abgestraheerde versie van een klassiek grachtenpand", aldus Huisman; hij omschreef het eerder als compromisloos. Architectenweb meldde dat er meer opvallende zaken zijn te vinden. Zo loopt de verticale geleding taps (kolommen onder smal, boven breed) en komen de inspringende ramen naar boven toe steeds verder naar voren, dat laatste lijkt een referentie naar de grachtenpanden die ook enigszins naar voren (lijken te)  hellen. In horizontale zin past het toch veertig meter lange blok binnen de oudere panden die het belenden. Bovendien lijkt de architect zich bewust geweest van het feit dat door de geringe breedte van de straat het gebouw nooit frontaal gezien wordt, maar altijd in perspectief. Een tegenhanger was te vinden in de mening van Bernard Hulsman van het NRC; hij schaalde het in als een moderne versie van het Maupoleum, noemde de bouwstijl neobrutalisme en typeerde het als skelettendoos.
Het complex werd in maart 2020 genomineerd voor de Amsterdamse Architectuur Prijs. 